# Joe Manley
Joe Manley (* 11. Juni 1959 in Lima, Ohio, USA) ist ein ehemaliger US-amerikanischer Boxer im Halbweltergewicht. Er war vom 30. Oktober 1986 bis 4. März 1987 Weltmeister des Verbandes IBF.